# Gyraulus hebraicus
Gyraulus hebraicus е вид охлюв от семейство Planorbidae. Видът не е застрашен от изчезване.

## Разпространение и местообитание
Разпространен е в Сирия и Турция.
Обитава сладководни басейни и реки.